# Jerzy Rabczyński
Jerzy Kazimierz Rabczyński (ur. 1942, zm. 28 lipca 2012) – polski patomorfolog, profesor nauk medycznych.

## Życiorys
W 1965 r. ukończył studia lekarskie w Akademii Medycznej we Wrocławiu, w  1974 r. obronił pracę doktorską, w 1990 r. habilitował się na podstawie pracy zatytułowanej Badania fenotypów komórek nabłoniaków surowiczych jajników z zastosowaniem gradientów gęstości. W 1998 r. uzyskał tytuł profesora nauk medycznych. Pracował Akademii Medycznej im. Piastów Śląskich.

## Odznaczenia
- Krzyż Kawalerski Orderu Odrodzenia Polski (2002)[4]